# Estelle Revaz

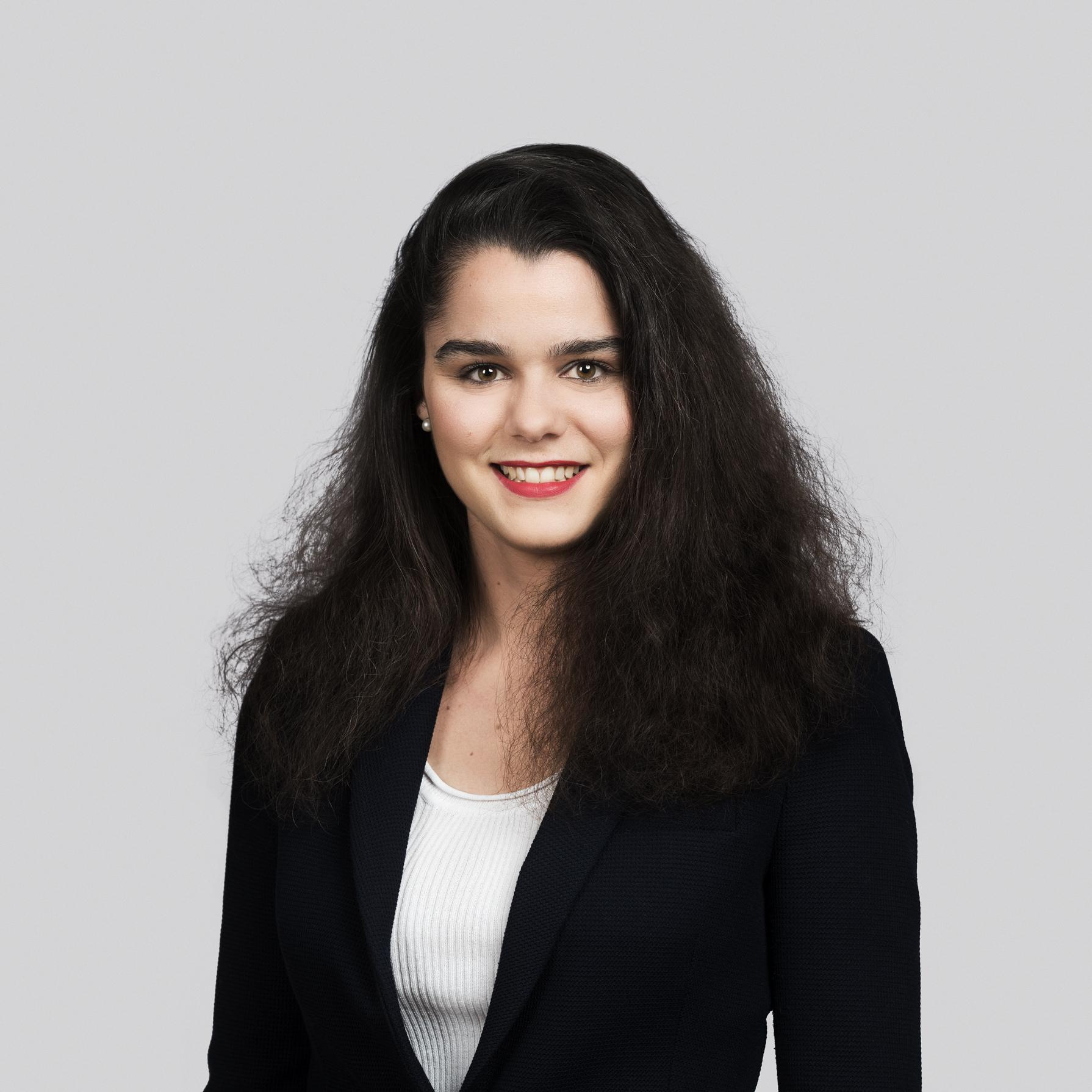
Estelle Revaz (2023)

Estelle Revaz (* 12. Juli 1989 in Martigny; heimatberechtigt in Salvan) ist eine österreichisch-schweizerische Cellistin und Schweizer Politikerin (SP).

## Leben
Estelle Revaz wurde am 12. Juli 1989 im Kanton Wallis als Tochter einer Opernsängerin und eines Literaturprofessors geboren. Sie hat einen jüngeren Bruder.
Sie lebte bis zu ihrem zehnten Lebensjahr in Salvan und studierte Musik am Konservatorium in Sitten, bevor sie mit ihren Eltern nach Paris zog. In Frankreich wurde sie am Pariser Konservatorium unter Jérôme Pernoo sowie in Deutschland an der Hochschule für Musik und Tanz Köln bei Maria Kliegel ausgebildet. Bereits in sehr jungen Jahren gewann Revaz mehrere Preise wie z. B. den 1.≈ Preis der Fondazione Antonio Salieri di Legnano in Österreich, der ihr ihre erste Tournée als Solistin in Italien, Deutschland und Holland ermöglichte.
Seit 2015 ist Estelle Revaz Mitglied des «Forum des 100»: 100 Persönlichkeiten, die die Zukunft der Schweiz vertreten. Seit 2017 ist sie Dozentin für Violoncello und Kammermusik an der Kalaidos Musikhochschule in Zürich.

## Politik
Während der COVID-19-Pandemie begann Revaz sich für Politik zu interessieren. Sie setzte sich mit anderen erfolgreich dafür ein, dass der Bund Kulturschaffende während der Covid-Krise unterstützte. Revaz trat der SP bei und wurde bei den Wahlen vom 22. Oktober 2023 für den Kanton Genf in den Nationalrat gewählt, wo sie seit dem 4. Dezember 2023 amtet. Sie ist Mitglied in der Kommission für Wissenschaft, Bildung und Kultur sowie in der Legislaturplanungskommission.

## Diskographie
(Quelle:)
- Inspiration Populaire
- Journey to Geneva
- Fugato
- Bach & Friends
- Cantique
- Caprices for Violoncello Solo by Dall’Abaco[1]